# Генри, Эника
Эника А. Генри (англ. Aneika A. Henry; по мужу Морелло (англ. Morello); род. 13 февраля 1986 на острове Ямайка) — ямайско-азербайджанская профессиональная баскетболистка, выступавшая в женской национальной баскетбольной ассоциации. На драфте ВНБА 2009 года не была выбрана ни одной из команд, однако спустя три года, перед стартом сезона 2012 года, заключила контракт с клубом «Атланта Дрим». Играет в амплуа тяжёлого форварда и центровой. В настоящее время выступает в чемпионате Турции за команду «Орман Генджлик».

## Ранние годы
Эника Генри родилась 13 февраля 1986 года на острове Ямайка, а когда ей исполнилось 11 лет, её семья переехала в город Майами (штат Флорида), училась она в соседнем городе Корал-Гейблс в одноимённой средней школе, в которой выступала за местную баскетбольную команду.